# Llibertats, Independents, Ultramar i Territoris
Llibertats, Independents, Ultramar i Territoris (en francès: Libertés, indépendants, outre-mer & territoires, LIOT) és un grup parlamentari d'arreplega de l'Assemblea Nacional francesa. Es va constituir el 17 d'octubre de 2018, amb diputats de partits de centreesquerra i de centredreta, així com de partits nacionalistes corsos.

## Història
El grup es va formar el 17 d'octubre de 2018, liderat pels copresidents Bertrand Pancher de Mosa i Philippe Vigier d'Eure i Loir. Les negociacions prèvies entre els diputats nacionalistes corsos, Olivier Falorni i François Pupponi havien fracassat al començament de la XV legislatura, però van acabar reeixint, permetent la formació del grup.
En la seva fundació, el grup es va definir com a "minoria", negant-se a registrar-se com a majoritari o en oposició al govern. Això va provocar un desacord sobre la seva col·locació a l'Assemblea Nacional. Els diputats del grup van reclamar col·locar-se junts al centre de l'hemicicle, que va ser declinat. Van protestar boicotejant la fotografia de l'Assemblea reunint tots els diputats. El grup es va unir finalment a l'oposició el 30 de juliol de 2020.
Le Figaro va descriure LOIT com un "grup eclèctic que permet als càrrecs electes marginals dels seus respectius grups beneficiar-se de mitjans d'acció i temps de paraula a la cambra". Segons Contexte, "el grup va néixer de la voluntat dels no inscrits de dotar-se de recursos materials i temps de paraula". A La Croix el van comparar amb el grup República i Llibertat, que va existir des del 1993 fins al 1997, en què era «més «tècnic» que ideològic».
Després de les eleccions legislatives de 2022, el grup va ser central en un intent del març de 2023 de destituir el govern en minoria de la primera ministra Élisabeth Borne mitjançant una moció de censura presentada per Pancher i defensada davant del Parlament per Charles de Courson. Va ser rebutjada per 9 vots. Tots els membres del grup van votar a favor, excepte dos que es van abstenir.

## Organització

### Presidències
El grup nomena diversos copresidents, que exerceixen aquesta responsabilitat de manera col·legiada. Tanmateix, el reglament de l' Assemblea Nacional només reconeix un titular per a aquesta funció. Així, del 2018 al 2020, només Philippe Vigier va ocupar la presidència institucional del grup i va participar en la Conferència de Presidents
Al setembre de 2020, Sylvia Pinel i Bertrand Pancher són elegits copresidents del grup. Per la mateixa raó, només aquesta última assegura la presidència institucional.
| Nom                 | Departament              | Dates                  | Dates                 | Partit | Partit |
| ------------------- | ------------------------ | ---------------------- | --------------------- | ------ | ------ |
| Philippe Vigier     | Eure i Loir              | 17 d'octubre de 2018   | 8 de setembre de 2020 |        | LC     |
| Bertrand Pancher    | Mosa                     | 17 d'octubre de 2018   | 9 de juny de 2024     |        | DVD    |
| Sylvia Pinel        | Tarn i Garona            | 16 de setembre de 2020 | 21 de juny de 2022    |        | PRG    |
| Christophe Naegelen | Vosges                   | 28 de juny de 2022     | 9 de juny de 2024     |        | UDI    |
| Stéphane Lenormand  | Saint-Pierre-et-Miquelon | 17 de juliol de 2024   | En curs               |        | AD     |

### Secretaris generals
- Del 2018 al setembre del 2020: Emmanuel Honoré
- Des del 2020: Marc Inquimbert

## Composició

### Membres
| Legislatura   | Data                   | Membres | Afiliats | Diputats | +/- |
| ------------- | ---------------------- | ------- | -------- | -------- | --- |
| XV (2017-22)  | 17 d'octubre de 2018   | 16      | 0        | 16       | —   |
| XV (2017-22)  | 12 de juny de 2019     | 18      | 0        | 18       | 2   |
| XV (2017-22)  | 30 de setembre de 2019 | 18      | 1        | 19       | 1   |
| XV (2017-22)  | 30 de gener de 2020    | 19      | 1        | 20       | 1   |
| XV (2017-22)  | 19 de maig de 2020     | 19      | 0        | 19       | 1   |
| XV (2017-22)  | 26 de maig de 2020     | 18      | 0        | 18       | 1   |
| XV (2017-22)  | 8 de setembre de 2020  | 15      | 0        | 15       | 3   |
| XV (2017-22)  | 24 de setembre de 2020 | 16      | 0        | 16       | 1   |
| XV (2017-22)  | 7 d'octubre de 2020    | 17      | 0        | 17       | 1   |
| XV (2017-22)  | 16 d'octubre de 2020   | 18      | 0        | 18       | 1   |
| XV (2017-22)  | 8 de desembre de 2020  | 17      | 0        | 17       | 1   |
| XV (2017-22)  | 4 de març de 2021      | 18      | 0        | 18       | 1   |
| XV (2017-22)  | 8 de juliol de 2021    | 17      | 1        | 18       | =   |
| XV (2017-22)  | 18 de juliol de 2021   | 16      | 1        | 17       | 1   |
| XV (2017-22)  | 22 d'octubre de 2021   | 17      | 1        | 18       | 1   |
| XVI (2022-24) | 29 de juny de 2022     | 16      | 0        | 16       | 2   |
| XVI (2022-24) | 14 de setembre de 2022 | 20      | 0        | 20       | 4   |
| XVI (2022-24) | 9 de maig de 2023      | 21      | 0        | 21       | 1   |
| XVI (2022-24) | 26 de gener de 2024    | 22      | 0        | 22       | 1   |
| XVII (2024-)  | 18 de juliol de 2024   | 21      | 0        | 21       | 1   |
| XVII (2024-)  | 30 de juliol de 2024   | 22      | 0        | 22       | 1   |
| XVII (2024-)  | 15 d'octubre de 2024   | 23      | 0        | 23       | 1   |

### XVa Legislatura

#### Membres
|  | Nom                     | Partit | Partit   | Circumscripció             | Grup original | Grup original       |
|  | ----------------------- | ------ | -------- | -------------------------- | ------------- | ------------------- |
|  | Jean-Félix Acquaviva    |        | FaC      | 2a de l'Alta Còrsega       |               | No Inscrit          |
|  | Sylvain Brial           |        | DVD      | Wallis i Futuna            |               | No Inscrit          |
|  | Michel Castellani       |        | FaC      | 1a de l'Alta Còrsega       |               | No Inscrit          |
|  | Jean-Michel Clement     |        | PP       | 3a de Viena                |               | No Inscrit, ex-LREM |
|  | Paul-Andre Colombani    |        | PNC      | 2a de Còrsega del Sud      |               | No Inscrit          |
|  | Charles de Courson      |        | LC       | 5a del Marne               |               | UAI                 |
|  | Jeanine Dubié           |        | PRG      | 2a dels Alts Pirineus      |               | No Inscrit          |
|  | Frederic Dumas          |        | DVD      | 13a dels Alts del Sena     |               | UAI, ex-LREM        |
|  | Olivier Falorni         |        | PRG      | 1a de Charanta Marítima    |               | No Inscrit          |
|  | Stephanie Kerbarh       |        | DVG      | 9a de Sena Marítim         |               | LREM                |
|  | Jean Lassalle           |        | RES      | 4a dels Pirineus Atlàntics |               | No Inscrit          |
|  | François-Michel Lambert |        | LEF      | 10a de Boques del Roine    |               | LREM                |
|  | Paul Molac              |        | DVG      | 4a de Morbihan             |               | LREM                |
|  | Sebastien Nadot         |        | MDP      | 10a de l'Alta Garona       |               | EDS, ex-LREM        |
|  | Bertrand Pancher        |        | PRV      | 1a del Mosa                |               | UAI                 |
|  | Benoit Simian           |        | MR / GEC | 5a de Gironda              |               | LREM                |
|  | Jennifer de Temmerman   |        | DVG      | 15a del Nord               |               | EDS, ex-LREM        |

#### Afiliats
| Nom | Nom          | Partit | Partit | Circumscripció      | Grup original | Grup original |
| --- | ------------ | ------ | ------ | ------------------- | ------------- | ------------- |
|     | Sílvia Pinel |        | PRG    | 2a de Tarn i Garona |               | No Inscrit    |

#### Antics membres
- Matthieu Orphelin s'uniria al Grup Ecologia Democràcia Solidaritat (EDS) el 19 de maig de 2020.
- M'jid El Guerrab s'uniria al Grup Actuar Junts (AE) el 26 de maig de 2020.
- Philippe Vigier, Yannick Favennec Becot i Sandrine Josso passarien a No Inscrits el 8 de setembre de 2020.
- François Pupponi s'uniria al Grup Demòcrates, MoDem i independents el 8 de desembre de 2020.
- Martine Wonner, exclòs del grup, passaria a No Inscrit el 18 de juliol de 2021.

### XVIa Legislatura

#### Membres
|  | Nom                       | Partit | Partit        | Adjunt | Adjunt | Circumscripció          |
|  | ------------------------- | ------ | ------------- | ------ | ------ | ----------------------- |
|  | Jean-Félix Acquaviva      |        | FaC           |        | R&PS   | 2a de l'Alta Còrsega    |
|  | Nathalie Bassire          |        | REULI         |        | REULI  | 3a de La Reunió         |
|  | Guy Bricout               |        | UDI           |        | UDI    | 18a del Nord            |
|  | Jean-Louis Bricout        |        | La Convention |        | R&PS   | 3a de l'Aisne           |
|  | Michel Castellani         |        | FaC           |        | R&PS   | 1a de l'Alta Còrsega    |
|  | Paul-André Colombani      |        | PNC           |        | R&PS   | 2a de Còrsega del Sud   |
|  | Charles de Courson        |        | LC            |        | UDI    | 5a del Marne            |
|  | Béatrice Descamps         |        | PRV           |        | AC     | 21a del Nord            |
|  | Yannick Favennec-Bécot    |        | DVD           |        | ENS    | 3a del Mayenne          |
|  | Martine Froger            |        | PS            |        | R&PS   | 1a de l'Arieja          |
|  | Stéphane Lenormand        |        | AD            |        | R&PS   | Saint-Pierre i Miquelon |
|  | Max Mathiasin             |        | DVG           |        | R&PS   | 3a de Guadalupe         |
|  | Paul Molac                |        | REG           |        | R&PS   | 4a de Morbihan          |
|  | Pierre Morel-À-L'Huissier |        | UDI           |        | UDI    | 1a de la Losera         |
|  | Christophe Naegelen       |        | UDI           |        | UDI    | 3a de Vosges            |
|  | Bertrand Pancher          |        | DVD           |        | R&PS   | 1a del Mosa             |
|  | Laurent Panifous          |        | PS            |        | PRG    | 2a de l'Arieja          |
|  | Benjamin Saint-Huile      |        | La Convention |        | R&PS   | 3a del Nord             |
|  | Olivier Serva             |        | DVG           |        | R&PS   | 1a de Guadalupe         |
|  | David Taupiac             |        | PS            |        | PRG    | 2a de Gers              |
|  | Jean-Luc Warsmann         |        | UDI           |        | R&PS   | 3a de les Ardenes       |
|  | Estelle Youssouffa        |        | UDI           |        | UDI    | 1a de Mayotte           |

### XVIIa Legislatura

#### Membres
|  | Nom                    | Partit | Partit        | Adjunt | Adjunt | Circumscripció              |
|  | ---------------------- | ------ | ------------- | ------ | ------ | --------------------------- |
|  | Jean-Pierre Bataille   |        | DVD           |        | -      | 15 del Nord                 |
|  | Joël Bruneau           |        | LR            |        | -      | 1a de Calvados              |
|  | Michel Castellani      |        | FaC           |        | R&PS   | 1a de l'Alta Còrsega        |
|  | Paul-André Colombani   |        | PNC-Utiles    |        | R&PS   | 2a de Còrsega del Sud       |
|  | Charles de Courson     |        | LC-Utiles     |        | UDI    | 5a del Marne                |
|  | Yannick Favennec-Bécot |        | DVD           |        | ENS    | 3a del Mayenne              |
|  | Martine Froger         |        | PS            |        | R&PS   | 1a de l'Arieja              |
|  | David Habib            |        | La Convention |        | -      | 3a dels Pirineus Atlàntics  |
|  | Harold Huwart          |        | PRV           |        | -      | 3a d'Eure i Loir            |
|  | Stéphane Lenormand     |        | AD-Utiles     |        | R&PS   | Saint-Pierre i Miquelon     |
|  | Valérie Létard         |        | UDI           |        | -      | 21a del Nord                |
|  | Max Mathiasin          |        | DVG           |        | R&PS   | 3a de Guadalupe             |
|  | Laurent Mazaury        |        | UDI           |        | -      | 11a d'Yvelines              |
|  | Paul Molac             |        | REG-Utiles    |        | R&PS   | 4a de Morbihan              |
|  | Christophe Naegelen    |        | UDI           |        | UDI    | 3a de Vosges                |
|  | Laurent Panifous       |        | PS            |        | PRG    | 2a de l'Arieja              |
|  | Constance de Pélichy   |        | UDI           |        | UDI    | 3a del Loiret               |
|  | Nicole Sanquer         |        | AHIP          |        | UDI    | 2a de la Polinèsia francesa |
|  | Olivier Serva          |        | Utiles        |        | R&PS   | 1a de Guadalupe             |
|  | David Taupiac          |        | PS            |        | PRG    | 2a de Gers                  |
|  | Stéphane Viry          |        | LR            |        | -      | 1a de Vosges                |
|  | Jean-Luc Warsmann      |        | UDI           |        | R&PS   | 3a de les Ardenes           |
|  | Estelle Youssouffa     |        | UDI           |        | UDI    | 1a de Mayotte               |